# Chondracanthus pinguis
Chondracanthus pinguis – gatunek widłonoga z rodziny Chondracanthidae. Nazwa naukowa tego gatunku skorupiaków została opublikowana w 1912 roku przez amerykańskiego biologa morskiego Charlesa Brancha Wilsona.